# Natalja Zasulska
Natalja Borisowna Zasulska (ros. Наталья Борисовна Засульская; ur. 28 maja 1969 w Kownie) – rosyjska koszykarka występująca na pozycji silnej skrzydłowej, reprezentantka kadry ZSRR oraz Rosji, posiadająca także hiszpańskie obywatelstwo, mistrzyni olimpijska (1992), trzykrotna mistrzyni Europy.

## Osiągnięcia
Na podstawie, o ile nie zaznaczono inaczej.

### Drużynowe
- Mistrzyni:
  - Euroligi (1992, 1993)
  - ZSRR (1990)
  - Hiszpanii (1992–1998)
  - Rosji (1999, 2000, 2001)
- Wicemistrzyni:
  - Euroligi (1994, 1995, 1998)
  - ZSRR (1987)
- Brązowa medalistka mistrzostw:
  - ZSRR (1988)
  - Rosji (2002)
- 4. miejsce w pucharze:
  - Europy Mistrzyń Krajowych/Euroligi (1991, 2000)
  - Ronchetti (1988, 2002)
- Zdobywczyni pucharu Hiszpanii (1992, 1994, 1997, 1998)
- Finalistka pucharu Hiszpanii (1993, 1996)

### Indywidualne
- Wybrana do Galerii Sław Koszykówki FIBA (2010)
- Zaliczona do I składu najlepszych zawodniczek XX w. przez Rosyjską Federację Koszykówki

### Reprezentacja
- Mistrzyni:
  - olimpijska (1992)
  - Europy:
    - 1987, 1989, 1991
    - U–18 (1986)
    - U–16 (1985)

  - świata U–19 (1989)
- Wicemistrzyni świata (1998)
- Brązowa medalistka:
  - olimpijska (1988)
  - mistrzostw Europy (1999)
- Uczestniczka:
  - igrzysk olimpijskich (1988, 1992, 2000 – 6. miejsce)
  - mistrzostw świata (1990 – 5. miejsce, 1998)